# Чинь Тхинь
Чинь Тхинь (вьет. Trịnh Thịnh, полное имя Чинь Ван Тхинь (вьет. Trịnh Văn Thịnh); 1926 — 12 апреля 2014 ) — вьетнамский киноактёр. Заслуженный артист Вьетнама (1984). Народный артист Вьетнама (1997).

## Биография
Родился в 1926 году в городе Ханой, Французский Индокитай.
В раннем возрасте посещал открытую французами школу. В то время в Ханое было несколько французских кинотеатров, где демонстрировались иностранные фильмы. Это способствовало тому, что Чинь Тхинь с детства полюбил кинематограф.
Работал в Банке Индокитая. В 1954 году, когда в результате ликвидации Французского Индокитая Банк Индокитая прекратил свою деятельность, Чинь Тхинь пробовал работать на разных работах, пока всё-таки в конце концов не нашёл своё истинное призвание в кино.

## Карьера
Чинь Тхинь пробовал свои силы в качестве театрального актёра.
В 1956 году началась кинематографическая карьера Чинь Тхиня, когда ему удалось пройти отбор на должность актёра озвучивания в организации, занимающейся экспортом и импортом кинопродукции. Там он принимал участие в дубляже советских фильмов.
В 1959 году Чинь Тхинь снялся в первом северовьетнамском художественном фильме «На берегах одной реки» (1959). С этого фильма началась его судьба как киноактёра.
Из-за характерной внешности, Чинь Тхиня в основном приглашали играть роли деревенских жителей или стариков. Наиболее известной стала его роль пожилого Кунга в фильме «История супругов Лык» (1971), который в 1973 году завоевал главный приз «Золотой лотос» на 2-м Вьетнамском кинофестивале в Ханое.
В 1988 году, на 8-м Вьетнамском кинофестивале в Дананге, за роли сразу в двух фильмах Чинь Тхинь был удостоен премии «Лучшему актёру».
В 1989 году вышел на пенсию, но продолжал активно сниматься в кино. В 1992 году сыграл роль сыщика Миня в французско-вьетнамском кинофильме «Индокитай» Режиса Варнье. 
В 1997 году был удостоен звания Народного артиста Вьетнама.
Последнюю свою роль в кино Чинь Тхинь сыграл в 2002 году.
Чинь Тхинь умер 12 апреля 2014 года, в возрасте 88 лет, находясь в больнице Батьмай, в городе Ханое.

## Фильмография
| Год  |   | Русское название         | Оригинальное название        | Роль           |
| ---- | - | ------------------------ | ---------------------------- | -------------- |
| 1959 | ф | На берегах одной реки    | Chung một dòng sông          | секретарь Лиеу |
| 1961 | ф | Супруги А-Фу             | Vợ chồng A-Phủ               | А-Шинь         |
| 1963 | ф | Рассказы о родной земле  | Câu chuyện Quê Hương         |                |
| 1966 | ф | Пылающие джунгли         | Lửa rừng                     |                |
| 1969 | ф | Борьба продолжается      | Cuộc chiến đấu vẫn tiếp diễn |                |
| 1971 | ф | Негде укрыться           | Không nơi ẩn nấp             |                |
| 1971 | ф | Дорога домой             | Đường về quê mẹ              |                |
| 1971 | ф | История супругов Лык     | Truyện vợ chồng Anh Lực      |                |
| 1973 | ф | Склон                    | Độ dốc                       |                |
| 1977 | ф | Бурный рейс              | Chuyến xe bão táp            |                |
| 1979 | ф | Знакомые лица            | Những người đã gặp           |                |
| 1979 | ф | Исповедь перед рассветом | Tự thú trước bình minh       |                |
| 1980 | ф | Сестрёнка Зау            | Chị Dậu                      |                |
| 1980 | ф | Маленькие звезды         | Những ngôi sao nhỏ           |                |
| 1987 | ф | Бом-дурачок              | Thằng Bờm                    |                |
| 1992 | ф | Индокитай                | Indochine / Đông Dương       | сыщик Минь     |
| 1995 | ф | Велорикша                | Cyclo / Xích lô / 三輪車伕   | фут-фетишист   |